# Áed in Gai Bernaig Ua Conchobair
Áed in Gai Bernaig mac Taidg Ua Conchobair (mort en 1067) est  roi de Connacht de 1046 à  1067  son règne fait l'objet de multiples entrées dans les chroniques d'Irlande.

## Biographie
Áed in Gai Bernaig dont le surnom signifie « Lance brisée », appartient à la lignée du sept Síl Muiredaig des  Uí Briúin Aí. Il est le fils de Tadg in Eich Gil Ua Conchobair, un précédent roi de Connacht mort en 1030.
Áed in Gai Bernaig est mentionné pour la première fois dans les annales des quatre maîtres en 1039 lorsqu'il tue le seigneur de l'est du Connacht Donnchadh Dearg, le fils du roi Art Uallach mac Áeda Ua Ruairc. Áed s'impose comme roi en 1046 après que ce même Art Ua Ruairc des Uí  Briúin Bréifne, roi de Connacht, soit tué par le Cenél Conaill, la seconde année après avoir pillé le monastère de Clonmacnoise. En 1051 il remporte une victoire sur les Conmhaicni de Sliabh-Formaeile et en tue de nombreux.
Áed Ua Conchobair, mène ensuite une expédition de pillage en Corca-Bhaiscinn et Tradraighe, il s'empare d’innombrables dépouilles et tue lors de cette expédition Áed mac Cennétig, la « Gloire des Dalcassiens » L'année suivante il mène un raid contre l'ouest du royaume de Mide et revient avec de nombreux captifs et les fruits de ses pillages Il ravage Lorrdha lors d'un raid en 1058. En 1065 les Conmaicne et les Uí Maine pillent le monastère de Clonmacnoise et Clonfert. À leur tête se trouvent Aodh le fils du fils de Niall Ó Ruairc, roi de Bréifne, et le fils de Tadhg Ó Ceallaigh, et son propre fils. Le lendemain grâce à l'intercession de Saint Ciarán  Áed Ua Conchobair leur inflige une défaite sanglante où ils perdent de nombreux hommes ainsi que les vaisseaux qui leur avaient permis d'atteindre par mer l'est du Connacht, jusqu'à la rivière Shannon. Par ailleurs Diarmaid le fils de Tadhg Ó Cellaigh son fils, et Ó Flaithbheartaigh sont tués par Áed Ua Conchobair avant la fin de l'année
Sa carrière guerrière s'achève en 1067 lors de la bataille de Turlach Adhnaigh qui l’oppose à Áed, le fils de Art Uallach Ua Ruairc, et aux hommes de Bréifne au cours de laquelle il est tué ainsi que Áed Ua Concenaind, roi des Uí Diarmata

## Succession
Áed mac Airt Uallaig Ua Ruairc lui succède comme roi de Connacht, mais il devra faire face dès 1076 aux prétentions du fils Áed in Gai Bernaig Ruaidri na Saide Buide Ua Conchobair, né de son union avec Caillech Caimgein, fille d'Ócán Ua Fallamain.

## Postérité
Outre son fils Ruaidri na Saide Buide Ua Conchobair Áed in Gai Bernaig  avait au moins cinq autres fils et deux filles: 
- Cathal dont la mère était Étaín, fille de Ua hEgra (tué en 1082) [11] ,
- Tadg (tué en 1062) [12],
- Murchad Liathánach (tué en 1070) [13]
- Niall Odar (mort en 1109),
- Cu Chonnacht.
- Aíbenn (décédée en 1066) [14] qui épousa Tadc Ua Muirecáin, roi de Tethbae,
- Dubchoblaig (décédée en 1088)[15],

## Sources
- (en) Francis John Byrne, Irish Kings and High-Kings, Londres, Batsford, 1973 (ISBN 0-7134-5882-8).
- (en) T.W Moody, F.X. Martin et F.J. Byrne, A New History of Ireland IX Maps, Genealogies, Lists. A companion to Irish History part II, Oxford, Oxford University Press, 2011, 690 p. (ISBN 978-0-19-959306-4).
- (en) Donnchadh Ó Corráin, Ireland before the Normans, Dublin, Gill & Macmillan, 1972, 210 p., p. 134,135,136